# De Dannan
De Dannan è un gruppo di musica folk irlandese.

## Storia
Fu fondato da Frankie Gavin (violino), Alec Finn (chitarra e bouzouki), Johnny McDonagh (bodhrán) e Charlie Piggott (banjo), frequentatori abituali delle session dello Hughes' Pub di Spiddal. In seguito, coinvolsero anche la cantante Dolores Keane ad entrare nella band. Scelsero inizialmente il nome di Dé Danann, ispirandosi alla leggendaria tribù celtica dei Túatha Dé Danann.
Pubblicarono il loro primo album nel 1975, l'eponimo Dé Danann. Dolores Keane lasciò il gruppo nel 1977 per sposare il musicista John Faulkner, con il quale registrò poi tre dischi. Per il secondo album, Selected Jigs Reels and Songs, i De Dannan chiamarono in sostituzione il cantante Johnny Moynihan. Il disco non fu mai riedito in cd perché, a loro detta, i master delle registrazioni andarono perduti. Nel 1981, dopo l'ingresso nel gruppo di Maura O'Connell e la pubblicazione di Star-Spangled Molly, il gruppo decide - forse per motivi di maggior facilità di pronuncia - di cambiare nome in "De Dannan".
Anche Maura O'Connell però lascerà i De Dannan e verrà chiamata Mary Black, che però farà la spola tra Nashville e Dublino durante le registrazioni dei due album. A sancire la grande discontinuità vocale tra un disco e l'altro, il grande ritorno di Dolores Keane e le successive partecipazioni di Eleanor Shanley, Tommy Fleming e Andrew Murray.

## Discografia
- De Danann (1975)
- Selected Jigs Reels and Songs (1977)
- The Mist Covered Mountain (1980)
- Star-Spangled Molly (1981)
- Best of De Dannan (1981)
- Song For Ireland (1983)
- The Irish RM (1984)
- Anthem (1985)
- Ballroom (1987)
- A Jacket of Batteries (1988)
- Half Set in Harlem (1991)
- Hibernian Rhapsody (1995)
- How the West Was Won (1999)
- Welcome to the Hotel Connemara (2000)
- Wonderwaltz (2010)
- Jigs, Reels & Rock n’ Roll (2012)
- Frankie Gavin & De Dannan – Jigs & Jazz 11 (2013), Live